# 멍게
멍게 또는 우렁쉥이(영어: sea pineapple, 학명: Halocynthia roretzi)는 척삭동물문 해초강 측성해초목 무척추동물이다. 과거에는 ‘우렁쉥이’만 단수(單數) 표준어였고, ‘멍게’는 방언이었지만, 이제는 ‘멍게·우렁쉥이’가 복수(複數) 표준어이다.
멍게는 부드러운 속살을 가지고 있으며 바깥은 딱딱한 껍데기를 가지고 있다. 유생일때에는 올챙이 모양으로 헤엄쳐 다니지만 성체는 바위에 붙거나 해저바닥의 흙속에 파묻혀 살기 때문에 움직이지 못한다. 성체가 되면 유생일 때 지니고 있던 자신의 뇌를 소화시킨다. 유생일땐 뇌를 이용해 먹이를 열심히 찾아다니지만, 성체는 어딘가에 붙어서 더 이상 움직이지 않고 흘러 들어오는 먹이만 잡아 먹기 때문에, 에너지 소모가 많은 뇌가 필요하지 않은 것이다. 몸통은 보통 붉은색 또는 오렌지색을 띄며 표면에는 돌기가 돋아있다. 위쪽에는 바닷물을 들이는 입수공과 출수공이 있는데 이를 통해 각종 유기물, 플랑크톤을 걸러서 먹는다. 아래쪽에는 뿌리 모양의 돌기가 있고 이 돌기는 서식하는 곳에 찰싹 달라 붙어 있게끔 한다.
자웅동체인 멍게는 가을부터 봄철이 번식기 및 산란기인데 이때에는 제맛이 안나지만 5월쯤 들어서 초여름부터는 제철의 맛을 느낄 수 있다. 양식인 경우 2년 정도 지나야 식용에 적당한 크기가 된다. 자연산인 경우 3년이상 된 것은 20cm 정도로 크게 자라기도 한다. 수명은 5~6년이다.
멍게는 특유한 맛이 있는데 상큼하고 쌉살한 맛과 함께 단맛이 어울어진 바다의 풍미를 가지고 있다. 저널리스트 닉 토시스는 "아이오딘, 혹은 암모니아에 담긴 고무의 맛을 닮았다"고 묘사했다.

## 분류
멍게는 피낭동물에 속하는 해초강 측성해초목 멍게과 멍게속에 속하는 동물이다. 멍게속에는 61개의 생물종이 보고되어 있으며 한국과 일본에서 식용으로 쓰는 것으로는 멍게 외에도 동해안에 서식하는 붉은멍게, 흔히 "돌멍게"로 불리는 리테르개멍게 등이 있다.

## 생태

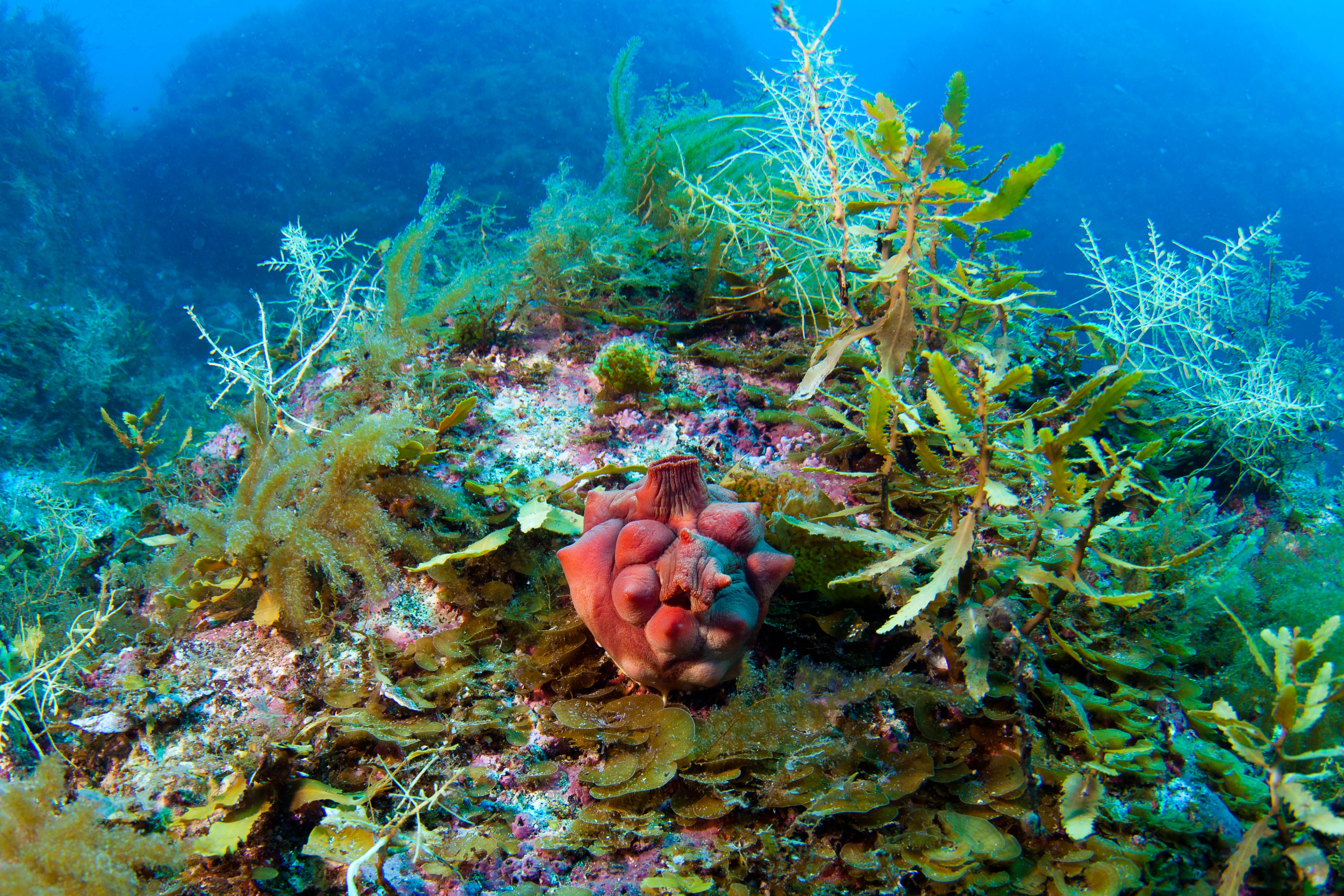
단체로 홀로 떨어져 자라는 멍게. 출수공과 입수공이 보인다.

멍게는 해류가 잘 흐르는 수심 20 m 정도의 해저에서 주로 서식한다. 자연 상태에서 서식 밀도는 높지 않다.
멍게는 자웅동체로 한 몸에 정소와 난소 둘 다 지니고 있다. 산란기는 겨울철로 주로 12월에서 1월 사이에 알을 낳는다. 한편, 멍게는 출아법에 의한 무성생식도 한다. 유성생식에 의해 산란된 알은 해류를 타고 떠다니다 부화하여 자라기 때문에 개체가 따로 따로 떨어져 자라고, 출아법에 의한 무성생식은 모체 바로 옆에서 자라기 때문에 군체를 형성하게 된다. 유성 생식에 의해 떨어져 자라는 멍게는 단체(單體) 멍게라고 하고, 무성생식으로 모여 자라는 것은 군체(群體) 멍게라고 한다.
유성생식으로 산란된 알이 부화하면 유충이 된다. 멍게 유충은 뇌, 안점 등이 있는 머리와 척삭이 있는 꼬리로 나뉘며 흡사 올챙이와 비슷한 모양을 하고 있어 척삭동물의 특징을 잘 보여 준다.
플랑크톤의 형태로 떠다니던 멍게 유충은 식물의 뿌리처럼 족사(足絲)를 바위나 해저에 뻗어 고착생활을 시작한다. 고착생활을 하면 몸안의 피낭을 키우고 꼬리와 그 속에 있던 척삭은 사라진다. 완전히 성체가 되면 뇌마저 사라지게 된다. 굳이 운동을 할 필요가 없어지면 많은 에너지를 소모하는 뇌도 생존에 큰 도움이 되지 않기 때문에 이렇게 진화한 것으로 보인다.
성체 멍게는 단단한 셀룰로오스로 된 껍질을 지녔고, 부착부위 반대편에 입수공이 등쪽으로 출수공이 있다. 몸 안에는 위새강이 있어 입수공으로 들이마신 물에서 먹이를 걸러내 소화시키고 출수공으로 나머지 물들을 내보낸다.
멍게의 유성 생식과 유충은 비교적 근래에 밝혀졌다. 그 전에는 자포동물과 같이 보다 단순한 형태를 갖는 동물로 알려져 있었지만, 유충의 척삭이 확인되면서 더욱 복잡한 진화과정을 겪은 것이 밝혀졌다.
멍게는 수온에 무척 민감한 동물로 수온이 25 °C를 넘으면 생장이 위축되고 이러한 고온이 3주 이상 계속되면 폐사한다.

## 양식
멍게가 식재료와 요리로 각광받으면서 양식이 이루어 지고 있다. 한국의 멍게 양식은 1970년대 중반 거제도와 통영시를 중심으로 시작되었다.  1980년대에 이르러 전국적으로 양식이 확대되었으며 1987년 연간 생산량은 1만 48 t에 달하였다.
양식은 생후 3년 이상된 멍게를 어미로 삼아 산란을 유도하여 이루어진다. 12월 중하순 무렵 8 - 12 °C의 찬물에서 산란시키고 알의 부화는 이틀 정도가 걸린다. 부화 후 3 - 4일이면 꼬리가 퇴화되기 시작하고 7일정도면 완전히 고착 생활 형태로 바뀐다. 이 때까지 종사를 단 채묘기에 유충을 부착시키며 5일 정도에 걸쳐 부착을 완료한다. 종사에 부착이 완료되면 수심 10 - 40 m의 깨끗한 바닷물에 가이식 하고 이후 성장에 따라 여러번 이식하며 본양식을 시작한다.
한국의 멍게 양식은 80% 정도가 통영에서 이루어지고 있으며 산란에서 출하까지는 2년 정도가 걸린다.
전세계에서 멍게 양식이 가장 활발한 곳은 일본으로 한 때 세계 생산량의 60%를 차지하였으나 2011년 도호쿠 지방 태평양 해역 지진으로 많은 양식장이 파괴된 뒤 생산량이 감소하였다. 일본 멍게의 주요 수입국은 한국이다.

## 영양과 요리

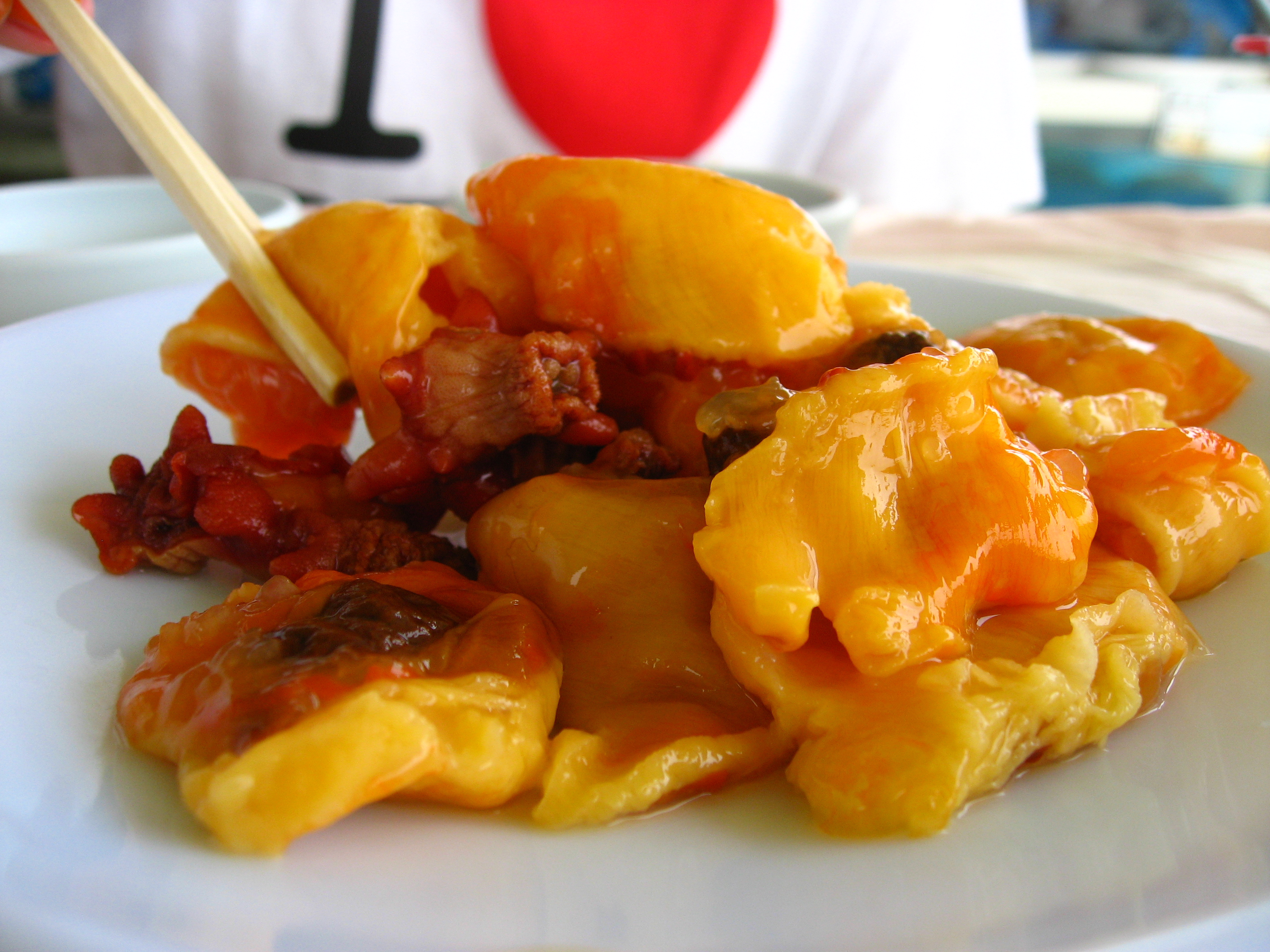
멍게회

멍게 특유의 맛은 글리신과 같은 아미노산과 옥탄올, 신티아놀과 같은 불포화알콜 때문이다. 미량금속인 바나듐이 함유되어 있다.
| 칼로리   | 칼로리         | 82 Kcal |
| 수분     | 수분           | 89.2 %  |
| 단백질   | 단백질         | 7.3 g   |
| 탄수화물 | 탄수화물       | 7.8 g   |
| 지방     | 지방           | 2.0 g   |
| 무기질   | 칼슘           | 89 mg   |
| 무기질   | 인             | 84 mg   |
| 무기질   | 철분           | 1.7 mg  |
| 비타민   | B1 티아민      | 0.05 mg |
| 비타민   | B2 리보플라빈  | 0.2 mg  |
| 비타민   | B3 나이아신    | 1.1 mg  |
| 비타민   | C 아스코르브산 | 2 mg    |

멍게는 주로 생것을 회로 쳐서 그대로 먹거나 초고추장을 찍어 먹지만 요리를 해먹기도 한다. 일년 내내 먹을 수 있지만 5월에서 8월 사이 여름철 멍게가 더 맛있다. 한국에서 멍게가 요리의 중심으로 자리잡은 것은 통영에서 시작된 멍게비빔밥이 큰 인기를 누리기 시작하면서 부터이다.
- 멍게젓: 멍게를 고추가루와 함께 버무려 젓갈로 만들어 먹는 것이다. 밑반찬으로 쓰여진다.
- 멍게젓 비빔밥: 거제도 지역의 향토음식으로 멍게로 만든 젓갈을 김가루, 깨소금, 참기름과 함께 비벼 먹는 음식이다.
- 멍게 김초밥: 멍게를 살짝 데쳐서 잘게 썰다음 김초밥의 속으로 쓴다.

일본에서는 멍게를 생으로 사시미를 만들어 먹는 경우가 흔하다. 멍게를 저며내어 내장을 제거한 후 식초와 간장과 함께 제공한다. 이외에 소금에 절이거나 훈제하거나 굽거나 튀기거나 말리기도 한다.

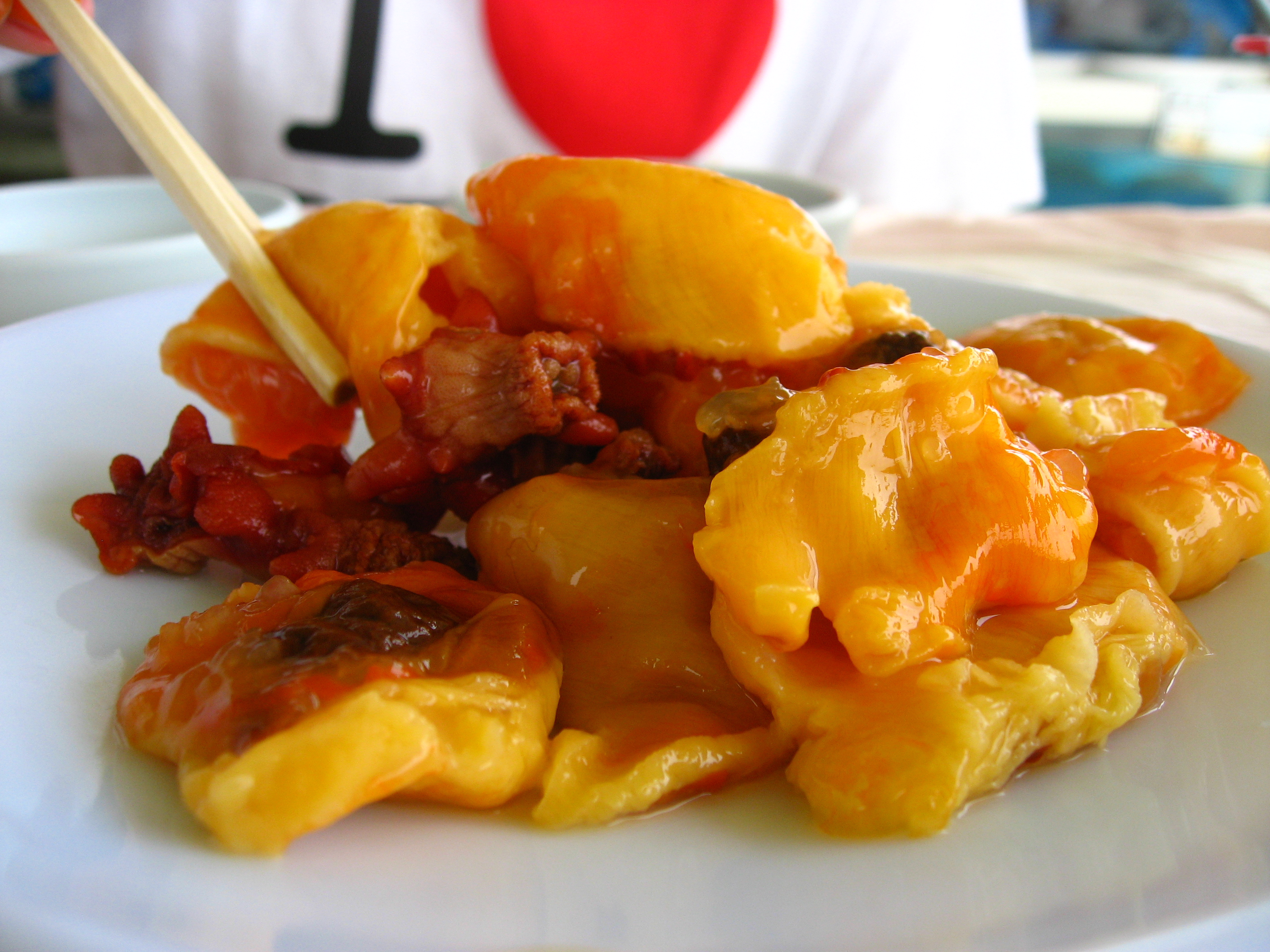
한국식 멍게회
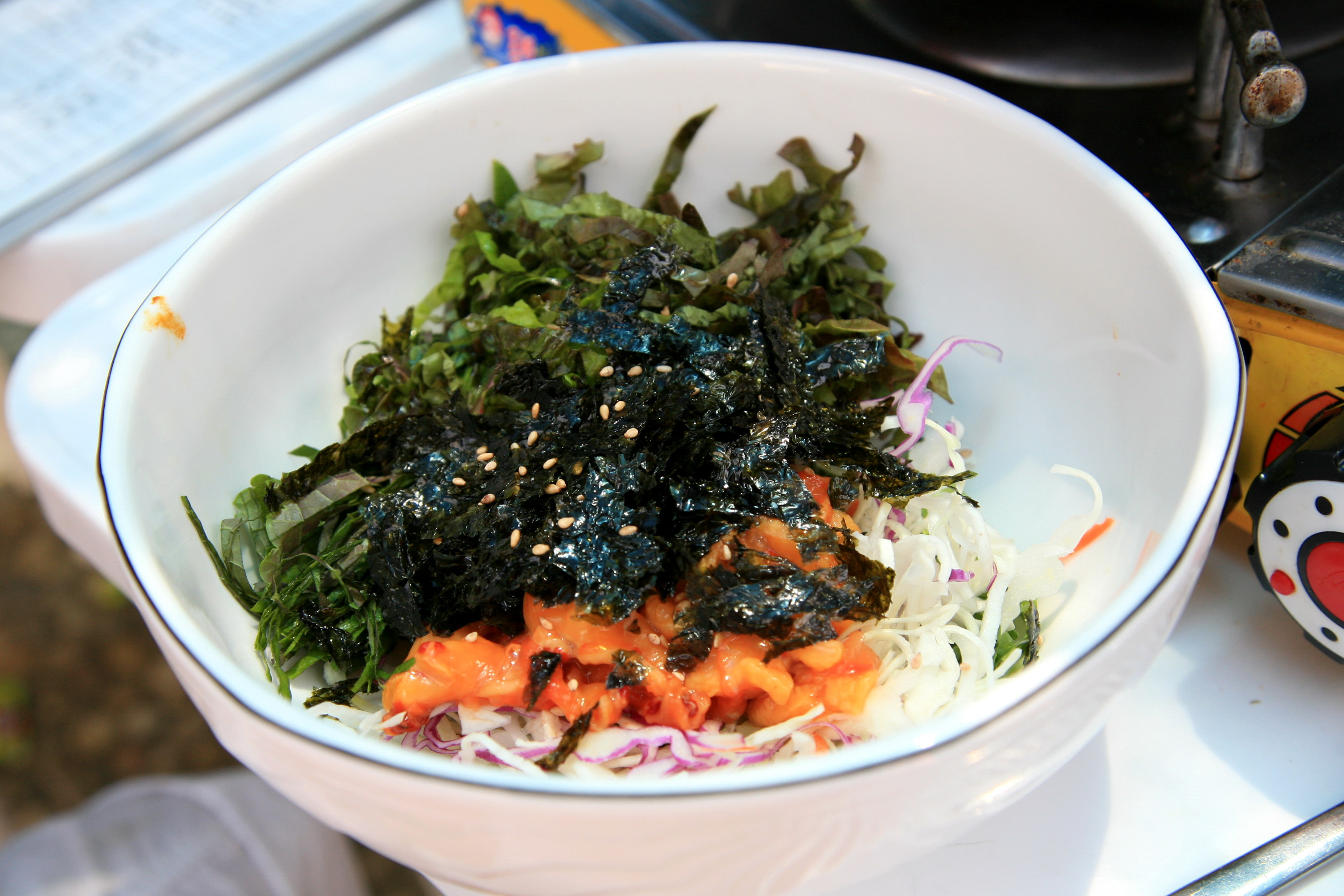
멍게회 비빔밥
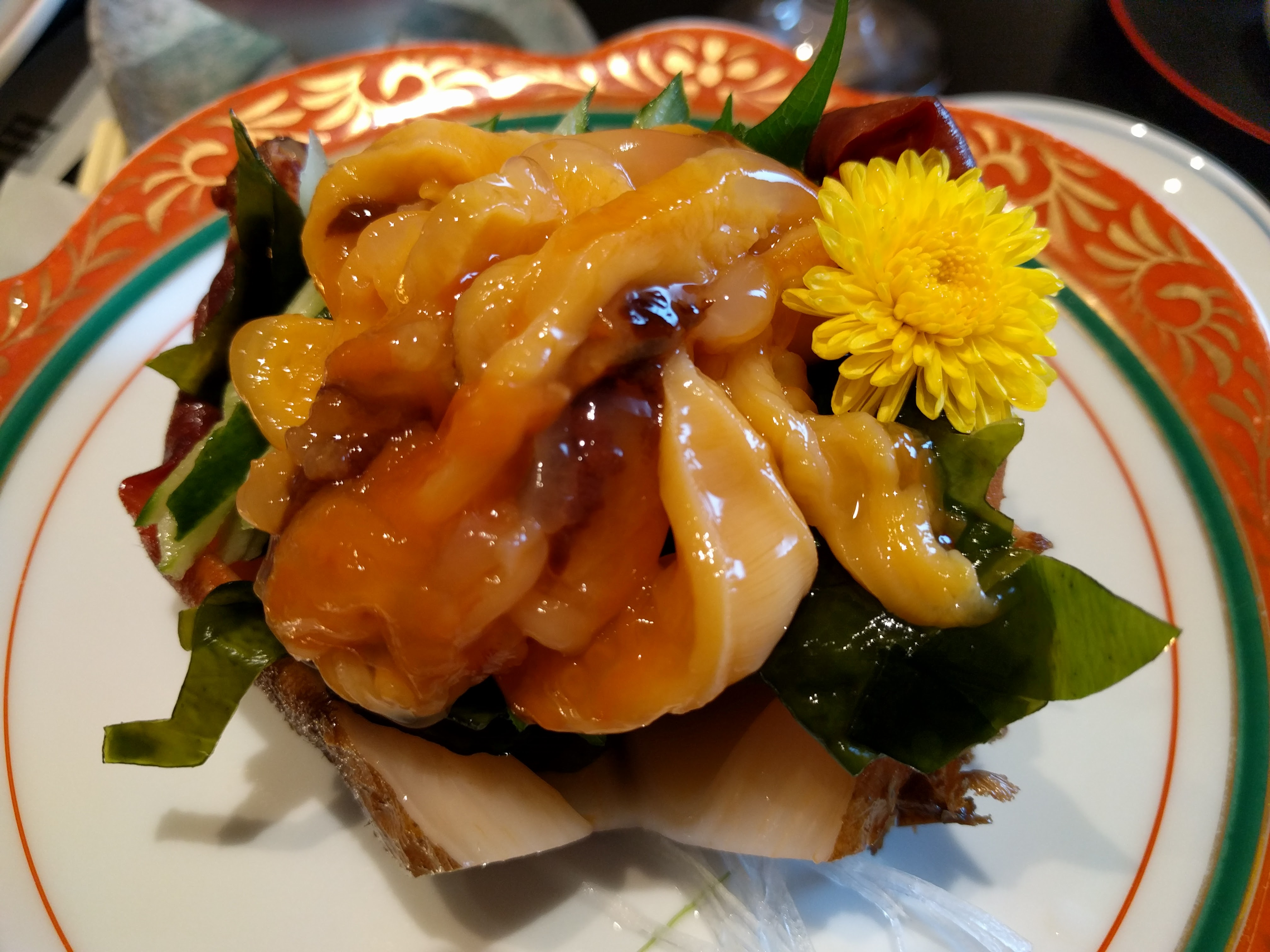
일본의 식당에서 제공되는 멍게회